# Кара-Ой (Чуйская область)
Кара-Ой (кирг. Кара-Ой) — село в Чуйском районе Чуйской области Кыргызстана. Входит в состав Ибраимовского айылного аймака.

## География
Село расположено в центральной части области, на расстоянии приблизительно 11 километров (по прямой) к югу от города Токмак, административного центра района. Абсолютная высота — 1125 метров над уровнем моря.

## Население
Согласно оценочным данным Национального статистического комитета Кыргызской Республики, численность населения села на начало 2023 года составляла 587 человек.
| год     | 2009 | 2014 | 2015 | 2020 | 2021 | 2023 |
| ------- | ---- | ---- | ---- | ---- | ---- | ---- |
| человек | 662  | 814  | 765  | 658  | 665  | 587  |